# Wells (Somerset)
Wells – miasto i civil parish w Wielkiej Brytanii, w Anglii, w hrabstwie Somerset, w dystrykcie (unitary authority) Somerset. Leży 37,5 km na północny wschód od miasta Taunton, 30,6 km na południe od miasta Bristol i 182,3 km na zachód od Londynu. W 2001 roku miasto liczyło 10 406 mieszkańców. W 2011 roku civil parish liczyła 10 536 mieszkańców. Wells jest wspomniana w Domesday Book (1086) jako Welle/Wella. Miasto słynie jako najmniejsze spośród miast Wielkiej Brytanii posiadających tytuł city.
W Wells nakręcono komedię policyjną Hot Fuzz – Ostre psy, choć akcja umieszczona jest w hrabstwie Gloucestershire. W okolicy Wells znajduje się Glastonbury, gdzie odbywa się co roku festiwal muzyczny.